# Censor librorum
Censor librorum (latin för "bokgranskare") var ett censorsämbete i Sverige från 1686. Det hade som uppgift att bland annat vaka över till landet införda skrifter, granska dem som trycktes i landet och föra journal över de prövade, respektive förbjudna. Ämbetet upphävdes 1766.
Begreppet används inom Romersk-katolska kyrkan för någon som kan ge en text nihil obstat.[källa behövs]